# 디비언트아트
디비언트아트(영어: DeviantArt)는 온라인 커뮤니티 사이트로, 사람들이 직접 그린 그림을 올린다. 2000년 8월 7일 설립되었으며, 본사는 미국 캘리포니아주 로스앤젤레스 할리우드에 있다. 세계구급의 자유 창작 사이트이며, 창작품의 종류도 가지가지여서 단순한 팬 아트나 팬 픽션부터, 예술 사진, 봉제 인형, 짧은 애니메이션 등등이 매일매일 올라오는 것이 특징이다. 2011년 7월 기준으로 매주 380만 명의 방문자 수를 기록하면서 소셜 네트워크 사이트 중 13위를 기록했다. 2015년 12월을 기준으로 2,600만명 이상의 회원이 가입했고, 251,000,000개의 사진이 올라왔다. 2022년 11월 11일 그림 인공지능 DreamUp을 도입하였으며, 회원들의 반발로 이용자 수가 감소하였다.

## 같이 보기
- 컨셉 아트
- 디지털 아트
- 팬 아트
- 텀블러 (마이크로블로그)
- Wix.com